# Puqian, Hainan
Puqian är en köpinghuvudort i Kina. Den ligger i provinsen Hainan, i den södra delen av landet, omkring 25 kilometer öster om provinshuvudstaden Haikou. Antalet invånare är 34 027. Befolkningen består av 16 506 kvinnor och 17 521 män. Barn under 15 år utgör 18,0 %, vuxna 15-64 år 68 %, och äldre över 65 år 13,0 %.
Runt Puqian är det ganska tätbefolkat, med 222 invånare per kvadratkilometer. Närmaste större samhälle är Lingshan, 16,8 km väster om Puqian. Omgivningarna runt Puqian är en mosaik av jordbruksmark och naturlig växtlighet.
Genomsnittlig årsnederbörd är 2 115 millimeter. Den regnigaste månaden är september, med i genomsnitt 339 mm nederbörd, och den torraste är januari, med 25 mm nederbörd.